# Обгінний пункт Чебачий
Чебачий (рос. Чебачий) — населений пункт (тип: станція) у Карасуцькому районі Новосибірської області Російської Федерації.
Входить до складу муніципального утворення Благодатська сільрада. Населення становить 24 особи (2010).

## Історія
Згідно із законом від 2 червня 2004 року органом місцевого самоврядування є Благодатська сільрада.

## Населення
| 2002 | 2007 | 2010 |
| ---- | ---- | ---- |
| 46   | ↗47  | ↘24  |